# Tricentra debilis
Tricentra debilis là một loài bướm đêm trong họ Geometridae.